# Piraten (Film)
Piraten (Originaltitel: Pirates) ist ein französischer Abenteuerfilm in englischer Sprache von Roman Polański aus dem Jahr 1986.

## Handlung
Captain Red ist Piratenkapitän wie aus dem Bilderbuch. Mit Holzbein, Goldschmuck und übertriebener Kleidung. Vier Jahre verbrachte er auf einer einsamen Insel gemeinsam mit dem jungen Franzosen Jean-Baptiste, den er „Frosch“ nennt. Der Insel konnten sie auf einem Floß entkommen, doch der Hunger nagt. Sie werden von einer spanischen Galeone gerettet. Auf der Galeone entdeckt Red die Ladung des Schiffes: ein goldener Thron eines Aztekenkönigs. Red bewirkt eine Meuterei der Besatzung und kann das Schiff als Kapitän übernehmen.
Auf einer Pirateninsel feiert die Mannschaft ihren Erfolg. Doch der Spanier Don Alfonso kann die Piraten überlisten und in der Nacht erneut das Schiff an sich reißen und fliehen. Zurück bleibt jedoch die Nichte des Gouverneurs von Maracaibo, Maria Dolores, die sich in Jean-Baptiste verliebt hat. Mit diesem Pfand macht sich Captain Red auf den Weg nach Maracaibo, wohin die spanische Galeone gefahren ist. Unerkannt kommen sie in die schwer befestigte Hafenstadt und erlangen Zugang zu den Schlafgemächer des Gouverneurs. Sie zwingen ihn, ein Papier aufzusetzen, das Red genehmigt, den goldenen Thron vom Schiff zu übernehmen. Der Plan gelingt und Red kommt erneut in Besitz des Throns. Mit Jean-Baptiste und dem Thron rudert er in der Nacht aus dem Hafen heraus. Zum Verhängnis wird ihm jedoch die schwere eiserne Absperrkette des Hafens. Sie versuchen den Thron über die Kette zu heben. Dabei verlieren sie jedoch ihr Ruderboot und müssen die Nacht  mit dem Thron auf der Kette sitzend verbringen. Morgens werden sie von den Spaniern in Haft genommen.
Die Piratenkollegen können die zum Tode verurteilten Red und Jean-Baptiste aus der Festung befreien und jagen anschließend der Galeone mit dem Thron hinterher. Das Schiff ist auf dem Weg nach Spanien. Red entert mit seinen Leuten das Schiff und kann den Thron erneut an sich bringen. Er verliert jedoch sein Schiff und treibt wie zu Beginn des Films mit Jean-Baptiste auf einem kleinen Boot, jedoch mit goldenem Thron auf dem Meer.

## Hintergrund

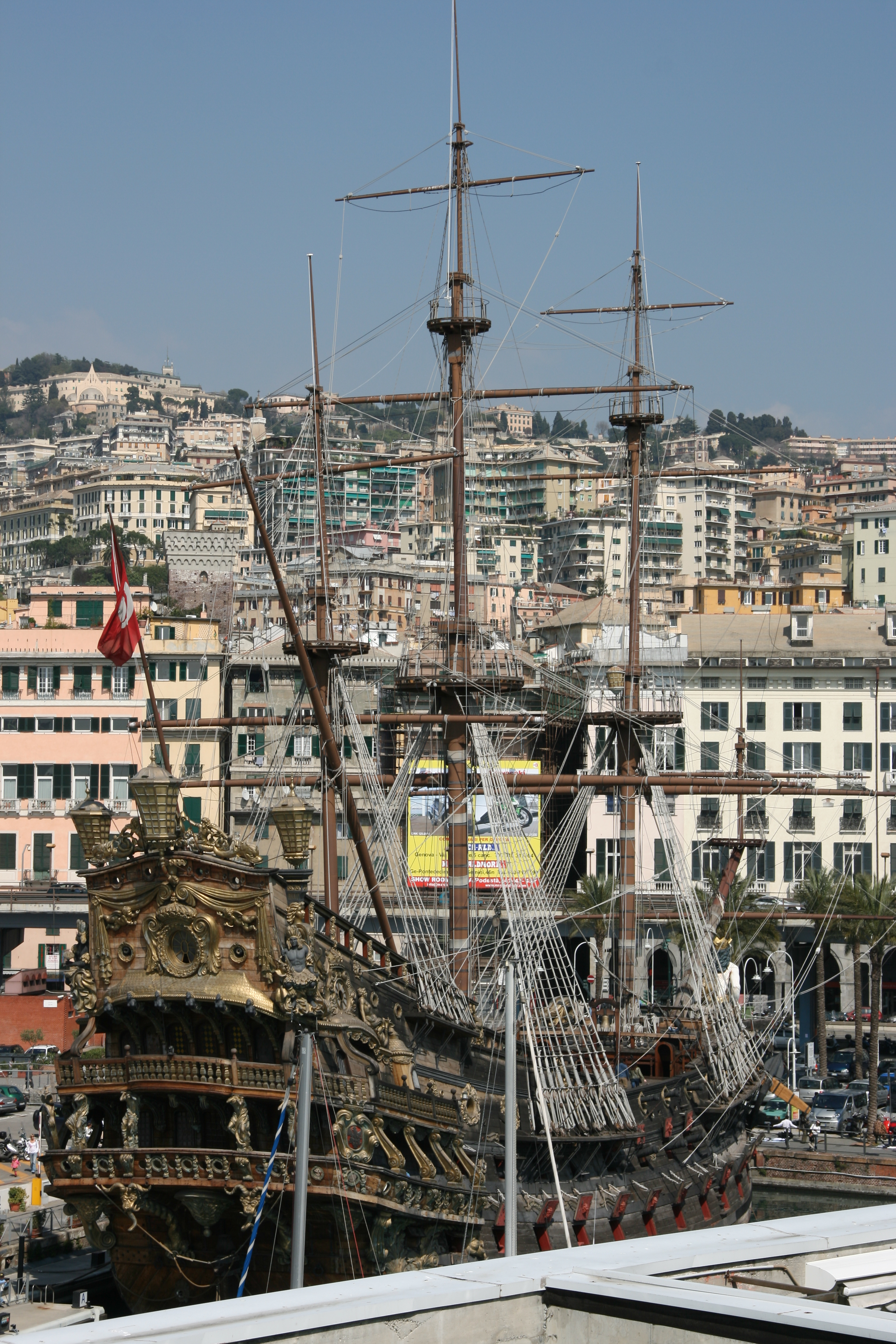
Die Neptune im Alten Hafen von Genua

Das im Film gezeigte Schiff Neptune wurde nach Polańskis Angaben extra für den Film gebaut und sollte ein authentisches, spanisches Linienschiff aus der Zeit zwischen 1680 und 1710 darstellen. Insgesamt arbeiteten 2.000 Menschen zwei Jahre lang an diesem Schiff (Baukosten 8,2 Millionen Dollar). Der 70-Kanonen-Dreidecker hat eine Länge von 63 Metern und ist 16,4 Meter breit. Die Verdrängung beträgt über 2.000 Tonnen bei einem Eigengewicht von 1.500 Tonnen. Das Schiff, im Film mit voller Besegelung zu sehen, ist seetüchtig und kann mit einer Geschwindigkeit bis zu fünf Knoten (ungefähr neun km/h) fahren. Nach den Dreharbeiten hat die Gesellschaft Carthago Films beschlossen, die Neptune zu einem Museum des Films zu machen, und hat sie für Besucher geöffnet. Sie liegt derzeit am Kai des alten Hafens Porto Antico von Genua (Lage).

## Synchronisation
Die gekürzte Kinofassung entstand im Auftrag der Rainer Brandt Filmproduktions GmbH, nach einem Dialogbuch und unter der Dialogregie von Rainer Brandt. Arte ließ die fehlenden Szenen bei der EuroSync GmbH synchronisieren. Berlin.
| Rolle                     | Darsteller      | Synchronsprecher (1986) | Synchronsprecher (2016)  |
| ------------------------- | --------------- | ----------------------- | ------------------------ |
| Capt. Thomas B. Red       | Walter Matthau  | Wolfgang Völz           | Engelbert von Nordhausen |
| Jean-Baptiste, der Frosch | Cris Campion    | Torsten Sense           | Wanja Gerick             |
| Don Alfonso de la Torre   | Damien Thomas   | Lothar Blumhagen        | Lothar Blumhagen         |
| Maria Dolores             | Charlotte Lewis | Judith Brandt           | ?                        |
| Boomako                   | Olu Jacobs      | Ronald Nitschke         | Ronald Nitschke          |
| Captain Linares           | Ferdy Mayne     | Friedrich Schoenfelder  | Horst Lampe              |
| Dr. Surgeon               | David Kelly     | Franz-Otto Krüger       | Stefan Krause            |
| spanischer Offizier       | Anthony Peck    | ?                       | Detlef Bierstedt         |

## Kritiken
Das Lexikon des internationalen Films beschreibt die Produktion als eine „mit großem Aufwand gedrehte, im Resultat aber leider enttäuschende Neuauflage des klassischen Piratenfilms“ und befand: „Bis auf die absurde Komik der Einleitungsszene ein relativ unpersönlicher Film, mit dem Roman Polański dem abenteuerlichen Genre ein Denkmal setzen wollte, wobei er es jedoch tempo- und spannungslos zu Tode reitet.“ Walter Matthau in der Hauptrolle sei jedoch „vorzüglich“.
Für Cinema war der Film eine „schlichte Kostümschau ohne Witz“.

## Auszeichnungen
Der Film wurde in den Kategorien Beste Kostüme und Bestes Szenenbild jeweils mit einem César ausgezeichnet. Für die Kostüme von Anthony Powell erhielt er zudem eine Oscar-Nominierung.

## Editionen
Piraten erschien auf VHS-Video, DVD-Video und BluRay in Schnittlängen um 96 Minuten und Altersfreigabe FSK 12. Als ungekürzte Fassung, mit einer Laufzeit von 120 Minuten, wurde der Film in der ARD ausgestrahlt.